# Carrington (film)
Carrington  è un film del 1995 diretto da Christopher Hampton, vincitore del Premio della giuria al 48º Festival di Cannes.

## Trama
In Inghilterra nel 1915, la pittrice Dora Carrington conosce lo scrittore Lytton Strachey e ai primi sentori di una guerra mondiale nasce la loro singolare storia d'amore. Egli un barbuto omosessuale, obiettore di coscienza e con battute e modi alla Oscar Wilde; ella giovane androgina straripante energia e disprezzo per le focose attenzioni dei maschi, come il fidanzato Mark Gertler, pittore ebreo che per quattro anni tenta invano di sedurla. Poi Dora si dichiara a Lytton, con grande rabbia di Mark, che giunge a percuotere lo scrittore. I due vivono insieme e quando il giovane ex ufficiale Ralph Partridge entra nelle loro vite inizia un inedito e provocatorio ménage à trois, con Dora che sposa Ralph per tenerlo legato a Lytton e con costui che sovraintende il loro viaggio di nozze a Venezia. Quando appare Gerald Brenan, reduce dalla Spagna, amico di Ralph, la sua sensibilità romantica colpisce Dora, che ne diviene amante. Poi, finalmente, Lytton comincia a guadagnare con i suoi libri: tra le sue conquiste il giovane Roger Senhouse. Mentre Ralph si innamora di una giovane donna, Frances, Dora accentua la dicotomia tra la devozione per Lytton e le sue evoluzioni sessuali che includono ben presto un aitante capitano, Beacus Penrose, che la porta in crociera sul suo battello. Ma nel 1932 Lytton si ammala: un tumore allo stomaco ne provoca la morte. Invano Ralph, ormai sposo di Frances, cerca di proteggere Dora dalla depressione. Lasciata sola, incapace di vivere senza Lytton, Dora si uccide.

## Riconoscimenti
- 2 nomination ai BAFTA 1996:
  - Premio Alexander Korda per il Miglior Film Inglese (Ronald Shedlo, John McGrath, Christopher Hampton)
  - Miglior Performance in un Ruolo Principale (Jonathan Pryce)
- Festival di Cannes 1995: Miglior Attore (Jonathan Pryce), Premio Speciale della Giuria (Christopher Hampton)
- 1 nomination ai Chlotrudis Awards 1996:
  - Miglior Attore (Jonathan Pryce)
- Evening Standard British Film Awards 1996:
  - Miglior Attore (Jonathan Pryce)
- 1 nomination ai GLAAD Media Awards 1996:
  - Miglior Film (Christopher Hampton)
- 1 nomination al Premio Goya 1996:
  - Miglior Film Europeo (Christopher Hampton)
- National Board of Review of Motion Pictures 1995:
  - Miglior Attrice (Emma Thompson)
- Vancouver International Film Festival 1995:
  - Miglior Film Popolare (Christopher Hampton)